# Prodidomus longiventris
Espèce
Synonymes
- Prodida longiventris Dalmas, 1919

Prodidomus longiventris est une espèce d'araignées aranéomorphes de la famille des Prodidomidae.

## Distribution
Cette espèce est endémique de Luçon aux Philippines,. Elle se rencontre vers Tayabas.

## Description
La femelle holotype mesure 5,2 mm.

## Systématique et taxinomie
Cette espèce a été décrite sous le protonyme Prodida longiventris par Dalmas en 1919. Elle est placée dans le genre Prodidomus par Rodrigues et Rheims en 2020.

## Publication originale
- Dalmas, 1919 : « Synopsis des araignées de la famille des Prodidomidae. » Annales de la Société Entomologique de France, vol. 87, p. 290-340 (texte intégral).